# Lois (bướm đêm)
Orodesma là một chi bướm đêm thuộc họ Noctuidae.